# Fritz Tiede
Fritz Tiede (* 1. Juni 1929 in Köln; † 2. Februar 2008) war ein deutscher Fußballspieler, der bei Rapid Köln und Bayer 04 Leverkusen unter Vertrag stand.
Tiede spielte in der Jugend des Mülheimer SV 06 (Vorgängerverein von Viktoria Köln), für den er nach dem verletzungsbedingten Ausfall eines Stammspielers mit gerade einmal 16 Jahren sein Pflichtspiel-Debüt feierte. Der junge Tiede behauptete seinen Platz als Stürmer in der ersten Elf. 1949 berief man den Torjäger in die Kölner Stadtmannschaft.  
1949 schloss sich der MSV mit dem VfR Köln 1949 zu Rapid Köln zusammen. Mit einem sechsten und siebten Platz in den Spielzeiten 1949/50 und 1950/51 konnte sich der Club zunächst im Mittelfeld der zweitklassigen II. Division behaupten. Tiede wurde dabei mit 28 Treffern Torschützenkönig. 
Zur nächsten Spielzeit wechselte der "lange Fritz" in die Oberliga (damals höchste deutsche Spielklasse) zu Bayer 04 Leverkusen. In seiner ersten Saison blieb die Werkself bis zum Auswärtsspiel beim FC Schalke 04 am 12. Spieltag ungeschlagen und beendete die Saison auf dem 6. Platz, wozu Tiede sechs Tore beisteuerte. In seiner zweiten Saison unter dem Bayerkreuz avancierte Tiede mit zwölf Treffern in 19 Partien zum besten Torschützen der Farbenstädter. Ebenso wie in der Saison 1954/55, in der er 13 Treffer erzielte und mit Bayer den dritten Platz in der Tabelle belegte. Lange lieferte sich die Werkself einen Zweikampf mit dem SV Sodingen um den zweiten Platz, der zur Teilnahme an der Endrunde zur Deutschen Meisterschaft berechtigt hätte. Jedoch gaben die Leverkusener im entscheidenden Spiel gegen den Konkurrenten einen 2:0-Vorsprung aus der Hand und verschossen zudem einen Elfmeter.
In der folgenden Saison lief Tiede letztmals am siebten Spieltag für Leverkusen auf und musste danach wegen einer Verletzung am rechten Knie seine Karriere mit gerade einmal 26 Jahren beenden. Trotz der lediglich fünf Einsätze in dieser Saison erzielte der "lange Fritz" immerhin noch sieben Tore und wurde damit bester Torschütze der Farbenstädter, die am Ende der Saison aus der Oberliga absteigen mussten. 

## Belege
- Hajo Schroeder: Bekannte und beliebte Sportler (25), in KSTA aus dem März 1956.
- Sie schossen in Bayers-Fußball-Glanzzeiten die Tore!, in Vereinsmitteilungen des SV Bayer 04 Leverkusen aus dem September 1957.
| Personendaten    | Personendaten            |
| ---------------- | ------------------------ |
| NAME             | Tiede, Fritz             |
| KURZBESCHREIBUNG | deutscher Fußballspieler |
| GEBURTSDATUM     | 1. Juni 1929             |
| GEBURTSORT       | Köln, Deutsches Reich    |
| STERBEDATUM      | 2. Februar 2008          |